# Thescelosaurus
Thescelosaurus (il cui nome dal greco antico significa "lucertola meravigliosa") è un genere estinto di dinosauro neornitischio thescelosaurino vissuto alla fine del Cretaceo superiore, circa 68–66 milioni di anni fa (Maastrichtiano), in Nord America. Sono state suggerite diverse specie per questo genere, ma attualmente solo tre sono riconosciute come valide: la specie tipo T. neglectus, T. garbanii e T. assiniboiensis. Thescelosaurus faceva parte della fauna della fine del Cretaceo superiore, apparendo nel record fossile poco prima dell'evento di estinzione di massa del Cretaceo-Paleogene, circa 66 milioni di anni fa.
Questo neornitischio bipede è noto da diversi scheletri e crani parziali che indicano l'animale poteva raggiungere una lunghezza media compresa tra i 2,5 e i 4 metri. Thescelosaurus possedeva arti posteriori lunghi e robusti, arti anteriori corti e dotati di piccole mani larghe e una testa con un muso allungato e appuntito. La forma dei denti e del muso suggeriscono un animale principalmente erbivoro. Thescelosaurus è considerato un neornitischio specializzato, tradizionalmente descritto come un hypsilofodonte, ma più recentemente riconosciuto come appartenente ad un lignaggio distinto da Hypsilophodon. La conservazione e la completezza di molti degli esemplari fossili dell'animale indicano che potrebbe aver preferito vivere vicino ai corsi d'acqua.
Il genere attirò l'attenzione dei media nel 2000, quando un esemplare fossile dissotterrato nel 1993 nel Dakota del Sud, Stati Uniti, venne ritrovato con quello che venne interpretato come un cuore fossilizzato, sebbene non senza scetticismi. Attualmente, la maggior parte degli scienziati dubitano di questa identificazione e delle implicazioni di tale identificazione.

## Descrizione

Dimensioni delle due specie di Thescelosaurus (a destra) rispetto ai suoi parenti Parksosaurus (al centro) e Orodromeus (a sinistra), così come ad uomo

Grazie all'abbondanza di esemplari fossili e alla loro completezza, l'anatomia scheletrica di Thescelosaurus è ben documentata e le ricostruzioni dello scheletro sono state pubblicate in diversi articoli, inclusi ricostruzioni scheletriche e modelli. Lo scheletro è sufficientemente noto da consentire una ricostruzione dettagliata dei muscoli dell'anca e degli arti posteriori. Le dimensioni dell'animale sono state stimate in un intervallo di 2,5-4,0 metri di lunghezza, per vari esemplari, per un peso di 200-300 chilogrammi, mentre il grande esemplare tipo di T. garbanii è stato stimato a 4-4,5 metri di lunghezza. L'animale potrebbe essere stato sessualmente dimorfico, con un sesso più grande e robusto dell'altro. Sono inoltre noti diversi resti giovanili provenienti da diverse località, per lo più basati su denti.
Thescelosaurus era un animale bipede dalla corporatura robusta, probabilmente erbivoro. Lungo la lunghezza di entrambe le mascelle (gli "zigomi" portanti i denti) correva una prominente cresta ossea, ed una struttura analoga correva lungo entrambi i dentari (l'osso che alloggiava i denti nella mandibola). Le creste e la posizione dei denti, molto più incassati rispetto alla superficie esterna del cranio, sono interpretate come la prova della presenza di guance carnose nell'animale. Lunghe ossa simili a bastoncini chiamate ossa palpebrali erano presenti sopra gli occhi, dando all'animale pesanti sopracciglia ossee. A parte il lungo becco stretto che copriva la premascella, quest'ultima presentava anche dei denti, o becco superiore (un tratto primitivo tra i neornitischi). I denti era di due forme diverse in base a dove si trovavano nella bocca: i denti anteriori della premascella erano piccoli e appuntiti, mentre i denti che si trovavano nella parte posteriore della bocca erano a forma di foglia. La premascella contava sei denti per lato, con una sezione sdentata sulla punta del muso, dove si trovava il becco.

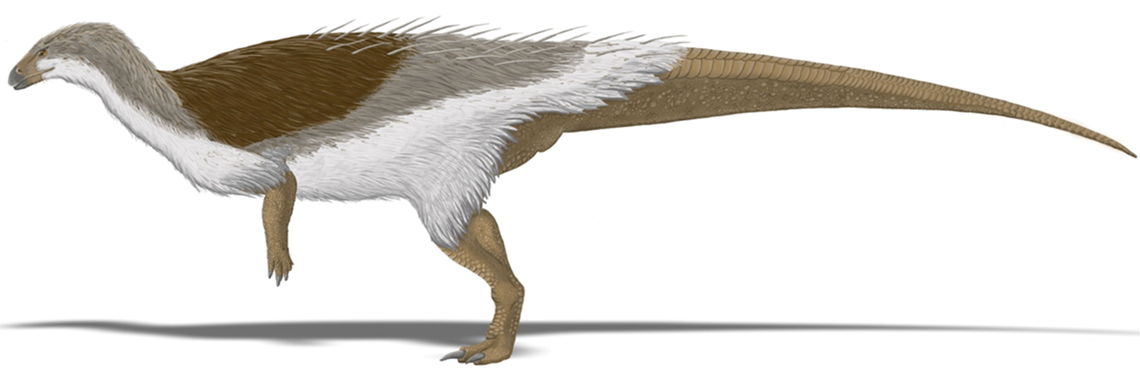
Ricostruzione artistica di T. neglectus

I thescelosauridi possedevano mani corte, larghe e dotate di cinque dita, piedi a quattro dita con artigli corti simili a zoccoli e una lunga coda rinforzata da tendini ossificati dal centro alla punta, il che avrebbe ridotto la flessibilità della coda. La gabbia toracica era ampia, conferendogli un torso largo, mentre gli arti posteriori erano molto robusti. Date le lunghe braccia e le mani larghe, alcuni ricercatori hanno ipotizzato che questi animali fossero in grado di muoversi a quattro zampe, ma questa idea non è stata ampiamente discussa nella letteratura scientifica, sebbene appaia talvolta in opere popolari. Charles M. Sternberg ricostruì l'animale con la parte superiore del braccio orientata quasi perpendicolare al corpo, un'altra idea passata in secondo piano. Come notato da Peter Galton, l'osso del braccio superiore della maggior parte degli ornitischi si articolava con la spalla tramite una superficie articolare che consisteva nell'intera estremità dell'osso, invece di una distinta sfera e cavità come nei mammiferi. Anche l'orientamento della superficie articolare della spalla indica nei dinosauri un braccio superiore mantenuto verticalmente e non orizzontalmente.
All'interno di uno degli esemplari di Thescelosaurus sono state ritrovate grandi placche sottili e piatte mineralizzate accanto ai lati delle costole. Tuttavia, la loro funzione rimane sconosciuta; un'ipotesi suggerisce che avessero un ruolo nella respirazione. Tuttavia, non sono state ritrovate cicatrici muscolari o altre indicazioni di attaccamento per le placche, il che depone contro una funzione respiratoria. Un recente studio istologico su queste placche rinvenute in un individuo subadulto indicherebbe che tali strutture nascessero come cartilagine ossificandosi con l'invecchiamento dell'animale. Tali placche sono note anche in diversi cerapodi.
Come per la maggior parte dei dinosauri, la natura del tegumento che rivestiva Thescelosaurus, che si trattasse di squame, pelle nuda o piumaggio, rimase un mistero per lungo tempo. Charles Gilmore descrisse delle chiazze di materiale carbonizzato vicino alle spalle che descrisse come possibile epidermide, con una consistenza "forata", ma senza uno schema regolare, mentre William J. Morris suggerì che l'animale avesse un'armatura, sotto forma di piccoli scudi che interpretò come localizzati almeno lungo la linea mediana del collo dell'esemplare. Tuttavia, questi scudi non sono stati ritrovati in altri esemplari articolati di Thescelosaurus ed più probabile che gli scudi identificati da Morris appartenessero in realtà ad un coccodrillo. Con la scoperta e descrizione di Kulindadromeus e Tianyulong è stato dimostrato che anche i neornithischi potessero essere ricoperti da piumaggio, una caratteristica che si pensava fosse esclusiva dei teropodi. Gli esemplari di Kulindadromeus mostrano anche tracce di file embricate di squame sulla parte superiore della coda. Nel suo documentario del 2022, Dinosaurs: The Final Day, Sir David Attenborough ha riferito di un esemplare di Thescelosaurus presumibilmente morto il giorno dell'estinzione K-Pg, ricoperto di impronte di pelle che includevano squame allungate sulle zampe. Uno dei paleontologi che lo hanno ritrovato è stato citato mentre ipotizzava che avessero una funzione mimetica. In un'intervista successiva, Paul Barrett ha osservato che ciò significa che Thescelosaurus non fosse piumato come ipotizzato per altri piccoli neornitischi, o che perlomeno avesse una copertura di piume più rada o ristretta.

## Classificazione

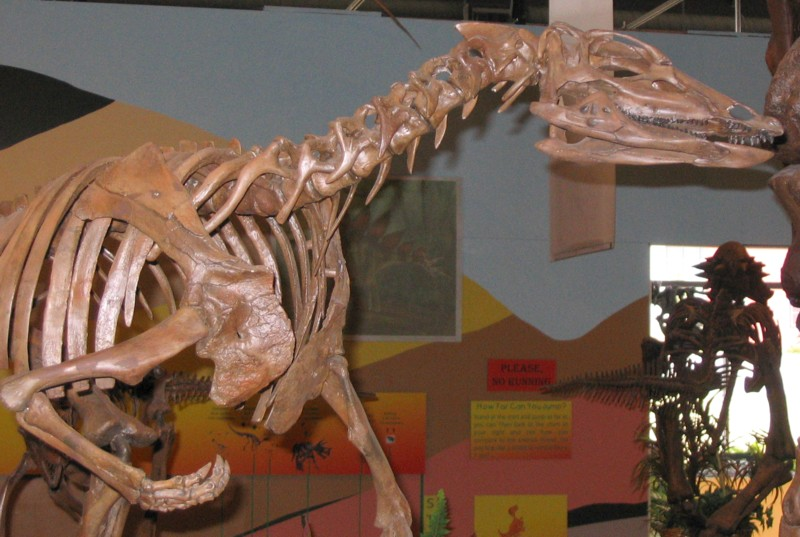
Parte anteriore dello scheletro, al Rocky Mountain Dinosaur Resource Center

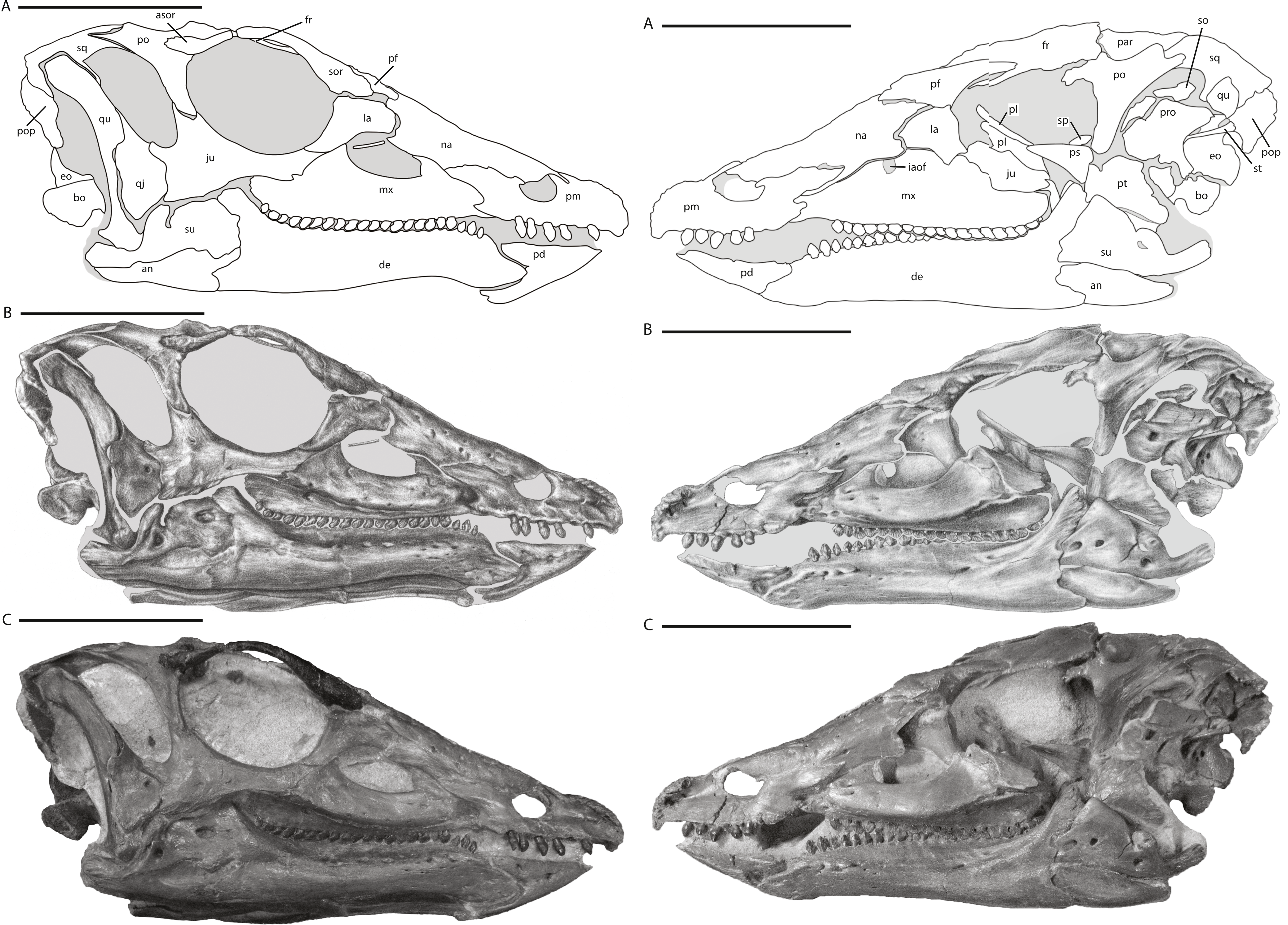
Cranio di T. neglectus, l'esemplare NCSM 15728 ("Willo"), in vista laterale

Thescelosaurus è stato storicamente associato ad Hypsilophodon e ad altri piccoli neornitischi come parte della famiglia Hypsilophodontidae, sebbene riconosciuto come distinto per la sua corporatura robusta, gli arti posteriori insoliti e, più recentemente, il suo cranio insolitamente lungo. Nel 1974, Peter Galton presentò una svolta alla disposizione classica, suggerendo che per la struttura degli arti posteriori e la corporatura pesante, definita inadatta alla cursorialità, l'animale dovesse essere incluso in Iguanodontidae. Questa identificazione tuttavia non venne seguita da altri studiosi, con Morris che si oppose fortemente alla classificazione di Galton. In ogni caso, gli Iguanodontidae di Galton erano polifiletici e non un gruppo naturale, e pertanto non sarebbero riconosciuti nell'uso cladistico moderno.
Sebbene Hypsilophodontidae fosse stato interpretato come un gruppo naturale nei primi anni '90, questa ipotesi è caduta in disgrazia e Hypsilophodontidae è stato scoperto essere una famiglia innaturale composta da una varietà di animali più o meno strettamente correlati a Iguanodontia (parafilia), con vari piccoli cladi di taxa strettamente correlati. "Hypsilophodontidae" e "hypsilophodonti" sono meglio compresi come termini informali per un grado evolutivo, non un vero clade. Thescelosaurus venne considerato sia come molto basale che come molto derivato tra gli hypsilophodonti. Un problema che ha potenzialmente interferito con la classificazione di Thescelosaurus è che non tutti i resti assegnati a T. neglectus appartengono necessariamente ad esso. Clint Boyd e colleghi hanno scoperto che mentre il clade Thescelosaurus includeva il genere Bugenasaura e le specie che erano state assegnate a quel genere, c'erano almeno due e forse tre specie all'interno di Thescelosaurus, e diversi esemplari precedentemente assegnati a T. neglectus non potevano ancora essere assegnati ad una specie all'interno del genere. Tuttavia, il genere sembrava essere strettamente correlato a Parksosaurus.
La dissoluzione di Hypsilophodontidae è stata seguita dal riconoscimento della distinta famiglia Thescelosauridae. Quest'area dell'albero genealogico dei dinosauri è stata storicamente complicata da una mancanza di ricerca, ma fortunatamente gli studi di Clint Boyd e colleghi e Caleb Brown e colleghi hanno affrontato specificamente la classificazione questi dinosauri. Boyd et al. (2009) e Brown et al. (2011) hanno scoperto che gli "hypsilophodontidi" nordamericani di età cretacica si suddividono in due gruppi correlati, uno costituito da Orodromeus, Oryctodromeus e Zephyrosaurus, ed un altro costituito da Parksosaurus e Thescelosaurus. Brown et al. (2013) hanno recuperato risultati simili, con l'aggiunta del nuovo genere Albertadromeus al clade di Orodromeus e di diverse forme asiatiche dal muso lungo (precedentemente descritte sotto Jeholosauridae) al clade di Thescelosaurus. Hanno anche definito formalmente Thescelosauridae (Thescelosaurus neglectus, Orodromeus makelai, il loro più recente antenato comune e tutti i suoi discendenti) e i cladi più piccoli come Orodrominae e Thescelosaurinae. Il cladogramma sottostante segue gli studi di Brown et al.:
|  | TMP 2008.045.0002 |
|  |                   |
|  | Oryctodromeus     |
|  |                   |

|  | Albertadromeus |
|  |                |
|  | Orodromeus     |
|  |                |
|  | Zephyrosaurus  |
|  |                |

|  | TMP 2008.045.0002 |
|  |                   |
|  | Oryctodromeus     |
|  |                   |

|  | Albertadromeus |
|  |                |
|  | Orodromeus     |
|  |                |
|  | Zephyrosaurus  |
|  |                |

|  | Changchunsaurus                                                                            |
|  |                                                                                            |
|  | Haya                                                                                       |
|  |                                                                                            |
|  | Jeholosaurus                                                                               |
|  |                                                                                            |
|  | \| \| Thescelosaurus assiniboiensis \| \| \| \| \| \| Thescelosaurus neglectus \| \| \| \| |
|  |                                                                                            |
|  | Thescelosaurus assiniboiensis                                                              |
|  |                                                                                            |
|  | Thescelosaurus neglectus                                                                   |
|  |                                                                                            |

|  | Thescelosaurus assiniboiensis |
|  |                               |
|  | Thescelosaurus neglectus      |
|  |                               |

|  | Changchunsaurus                                                                            |
|  |                                                                                            |
|  | Haya                                                                                       |
|  |                                                                                            |
|  | Jeholosaurus                                                                               |
|  |                                                                                            |
|  | \| \| Thescelosaurus assiniboiensis \| \| \| \| \| \| Thescelosaurus neglectus \| \| \| \| |
|  |                                                                                            |
|  | Thescelosaurus assiniboiensis                                                              |
|  |                                                                                            |
|  | Thescelosaurus neglectus                                                                   |
|  |                                                                                            |

|  | Thescelosaurus assiniboiensis |
|  |                               |
|  | Thescelosaurus neglectus      |
|  |                               |

|  | TMP 2008.045.0002 |
|  |                   |
|  | Oryctodromeus     |
|  |                   |

|  | Albertadromeus |
|  |                |
|  | Orodromeus     |
|  |                |
|  | Zephyrosaurus  |
|  |                |

|  | TMP 2008.045.0002 |
|  |                   |
|  | Oryctodromeus     |
|  |                   |

|  | Albertadromeus |
|  |                |
|  | Orodromeus     |
|  |                |
|  | Zephyrosaurus  |
|  |                |

|  | Changchunsaurus                                                                            |
|  |                                                                                            |
|  | Haya                                                                                       |
|  |                                                                                            |
|  | Jeholosaurus                                                                               |
|  |                                                                                            |
|  | \| \| Thescelosaurus assiniboiensis \| \| \| \| \| \| Thescelosaurus neglectus \| \| \| \| |
|  |                                                                                            |
|  | Thescelosaurus assiniboiensis                                                              |
|  |                                                                                            |
|  | Thescelosaurus neglectus                                                                   |
|  |                                                                                            |

|  | Thescelosaurus assiniboiensis |
|  |                               |
|  | Thescelosaurus neglectus      |
|  |                               |

|  | Changchunsaurus                                                                            |
|  |                                                                                            |
|  | Haya                                                                                       |
|  |                                                                                            |
|  | Jeholosaurus                                                                               |
|  |                                                                                            |
|  | \| \| Thescelosaurus assiniboiensis \| \| \| \| \| \| Thescelosaurus neglectus \| \| \| \| |
|  |                                                                                            |
|  | Thescelosaurus assiniboiensis                                                              |
|  |                                                                                            |
|  | Thescelosaurus neglectus                                                                   |
|  |                                                                                            |

|  | Thescelosaurus assiniboiensis |
|  |                               |
|  | Thescelosaurus neglectus      |
|  |                               |

## Storia della scoperta

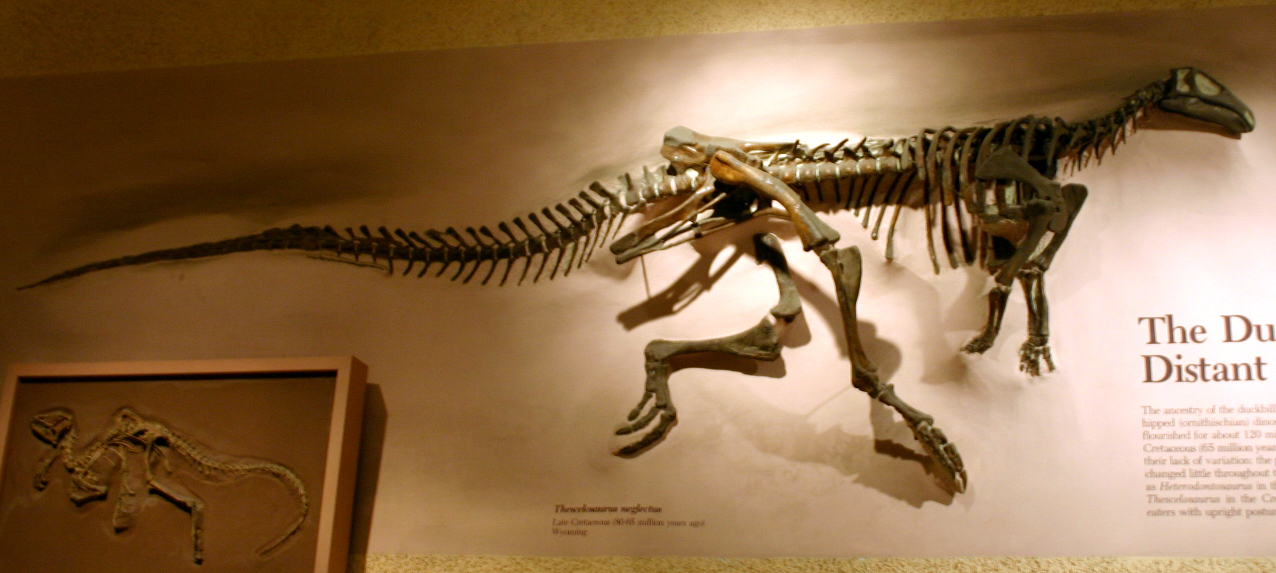
Olotipo di T. neglectus, allo Smithsonian Museum, con cranio e collo ricostruiti sulla base di Camptosaurus

L'esemplare tipo di Thescelosaurus (USNM 7757) venne scoperto nel 1891 dai paleontologi John Bell Hatcher e William H. Utterback, in strati della Formazione Lance del Cretaceo superiore risalenti al tardo Maastrichtiano della Contea di Niobrara (all'epoca parte della Contea di Converse), Wyoming, Stati Uniti. Lo scheletro, tuttavia, rimase nelle sue casse di spedizione per anni fino a quando Charles W. Gilmore del National Museum of Natural History della Smithsonian Institution lo fece preparare e lo descrisse in un breve articolo nel 1913, chiamandolo T. neglectus (neglectus ossia "trascurato"), descrivendolo come un piccolo erbivoro imparentato con Camptosaurus. Gilmore fornì una monografia più dettagliata nel 1915, descrivendo lo scheletro ben conservato. L'esemplare tipo fu trovato in gran parte in articolazione naturale, mancando solamente del cranio e del collo, che andarono persi a causa dell'erosione. Il nome deriva dalla sorpresa che Gilmore provò nel trovare un esemplare così bello e ben conservato dopo essere stato trascurato per così tanto tempo. Lo considerò una creatura leggera e agile e lo assegnò agli Hypsilophodontidae, una famiglia di piccoli dinosauri bipedi.

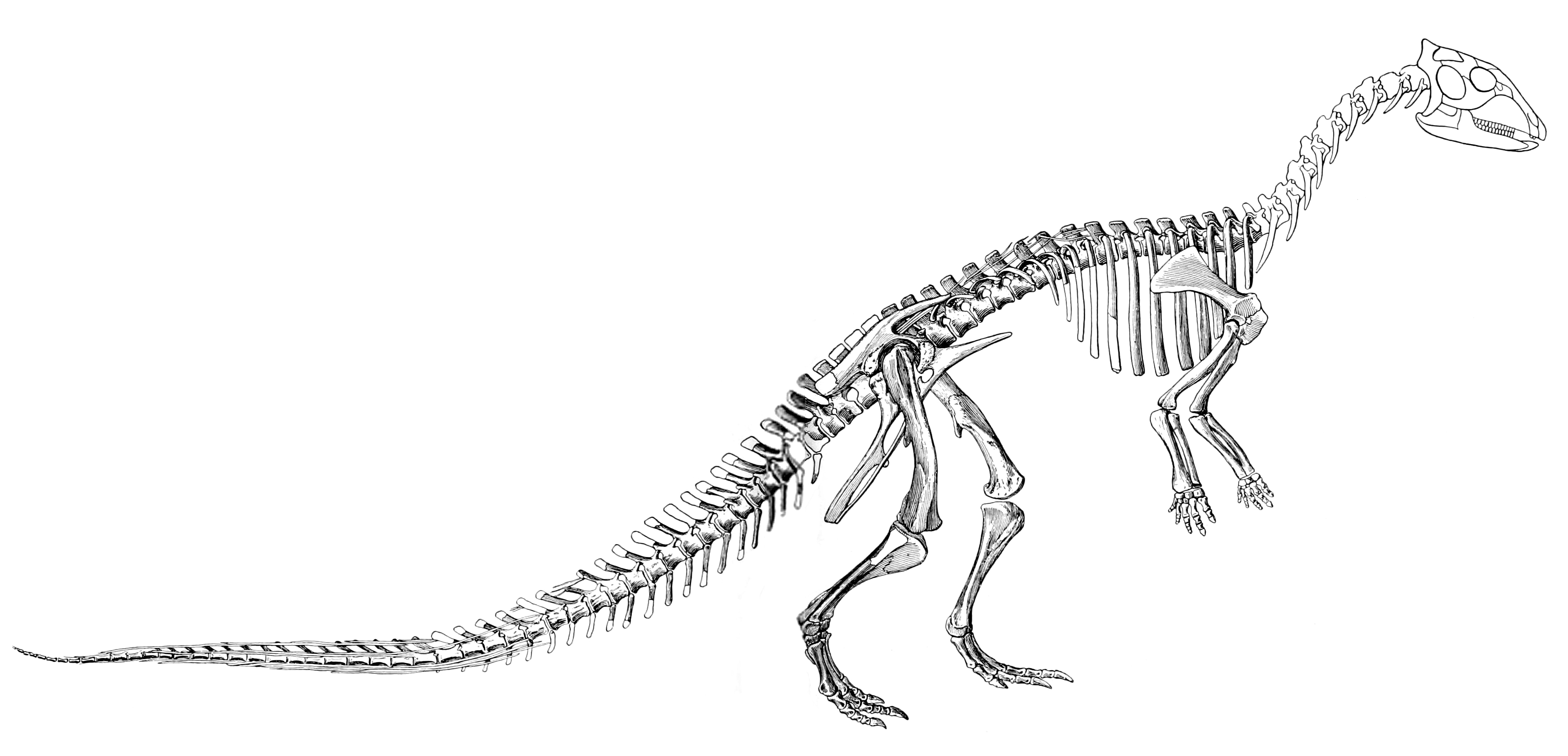
Ricostruzione del 1915 dell'esemplare tipo T. neglectus di Charles Gilmore

Altri resti di animali simili furono ritrovati durante la fine del XIX secolo e il XX secolo. Un altro scheletro ben conservato proveniente dalla Formazione Horseshoe Canyon, leggermente più antica, in Alberta, Canada, fu nominato T. warreni da William Parks, nel 1926. Questo scheletro presentava notevoli differenze rispetto a T. neglectus, pertanto Charles M. Sternberg lo collocò in un nuovo genere, Parksosaurus, nel 1937. Sternberg nominò anche un'ulteriore specie, T. edmontonensis, basandosi su un altro scheletro articolato, questa volta comprendente un cranio parziale (NMC 8537), e attirò l'attenzione sulla corporatura pesante e sulle ossa spesse del genere. A causa di queste differenze rispetto alla normale corporatura leggera degli hypsilophodonti, Sternberg suggerì che il genere giustificasse una sua sottofamiglia, i Thescelosaurinae. T. edmontonensis venne, sin dalla revisione di Peter Galton del 1974, generalmente considerato un individuo più robusto (probabilmente il sesso opposto dell'individuo tipo) di T. neglectus. Tuttavia, Boyd e colleghi si resero conto che non potevano assegnare l'esemplare a nessuna delle loro specie valide di Thescelosaurus, pertanto considerarono l'esemplare di collocazione incerta all'interno del genere. Un altro punto di contesa riguardo a T. edmontonensis fu la caviglia, che Galton sosteneva fosse danneggiata e mal interpretata, mentre William J. Morris (1976) sosteneva che fosse completa e che fosse veramente diversa da quella di T. neglectus.

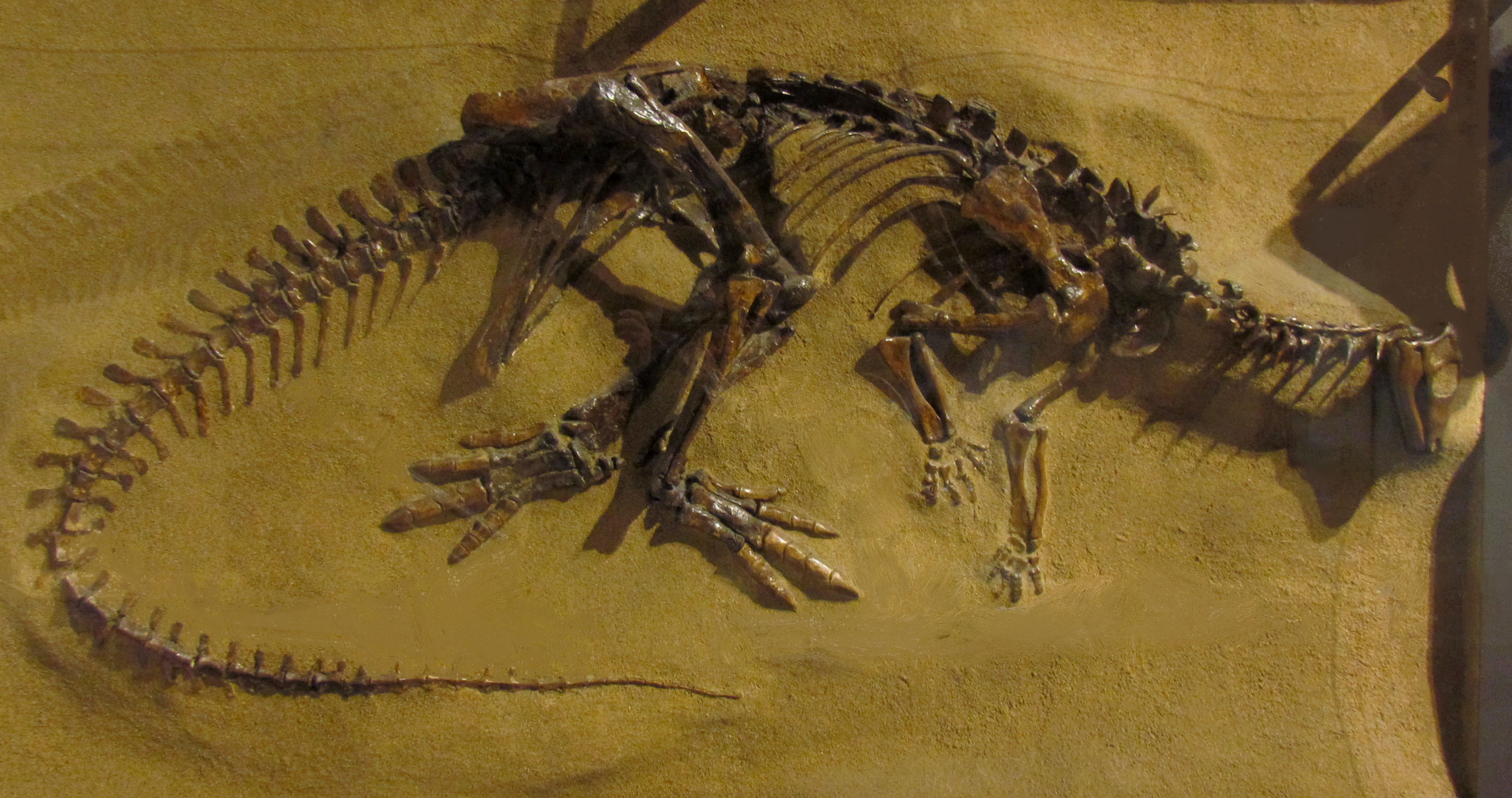
Calco dell'esemplare CMN 8537, descritto come esemplare tipo per T. edmontonensis (T. sp. per Boyd et al., [2009])

Nel suo articolo, Morris descrisse un esemplare (SDSM 7210) costituito da un cranio parziale con delle marcate creste sulla mandibola e sulle guancia, quattro vertebre parziali e due ossa delle dita, come una specie non identificata di Thescelosaurus, dalla Formazione Hell Creek risalente alla fine del Maastrichtiano nella Contea di Harding, Dakota del Sud, USA. Morris portò l'attenzione sui denti premascellari e sulla linea dei denti profondamente incassata dell'esemplare che interpretò come un supporto alla presenza di guance carnose. Morris notò anche la premascella svasata verso l'esterno (che avrebbe conferito all'animale un becco largo) e le grandi ossa palpebrali. Questo cranio fu identificato come un hypsilophodonte senza nome per molti anni, finché Galton non lo rese l'esemplare tipo del nuovo genere e specie, Bugenasaura infernalis (il cui nome significa "lucertola dalle guance grandi appartenente alle regioni inferiori", mentre il nome della specie, infernalis, è un riferimento alla Formazione Hell Creek). Morris nominò anche una nuova possibile specie di Thescelosaurus per l'esemplare LACM 33542: ?T. garbanii (con un punto interrogativo poiché non era sicuro che l'esemplare appartenesse al genere). L'esemplare LACM 33542 comprendeva un grande arto posteriore parziale ("un terzo più grande degli esemplari descritti di T. neglectus e Parksosaurus, e quasi il doppio di Hypsilophodon"), inclusi un piede, tarso, tibie e un osso parziale della coscia, insieme a cinque vertebre cervicali e undici dorsali, dalla Formazione Hell Creek della Contea di Garfield, Montana, USA. L'esemplare fu scoperto dal paleontologo dilettante Harley Garbani, da cui il nome. T. garbanii sarebbe stato lungo circa 4,5 metri, più grande degli esemplari medi di T. neglectus. A parte le dimensioni, Morris attirò l'attenzione sul modo in cui era costruita la caviglia, che considerava unica se non in confronto a Thescelosaurus edmontonensis, che considerava una specie separata. Poiché Morris credeva che le caviglie di T. garbanii fossero paragonabili a quelle di T. edmontonensis, le assegnò provvisoriamente a Thescelosaurus. Tuttavia, la letteratura scientifica favorì la visione di Galton secondo cui T. edmontonensis non era diverso da T. neglectus. Nello stesso articolo in cui descrisse Bugenasaura, Galton dimostrò che le caratteristiche che Morris aveva pensato collegassero T. garbanii e T. edmontonensis erano il risultato di un danno alla caviglia di quest'ultimo, quindi T. garbanii poteva anche essere considerato distinto da Thescelosaurus. Per meglio accogliere questa specie, Galton suggerì che appartenesse al suo nuovo genere Bugenasaura, come la specie B. garbanii, sebbene notò che potesse anche appartenere al pachycephalosauride Stygimoloch, di dimensioni simili, o essere parte di un terzo dinosauro sconosciuto.

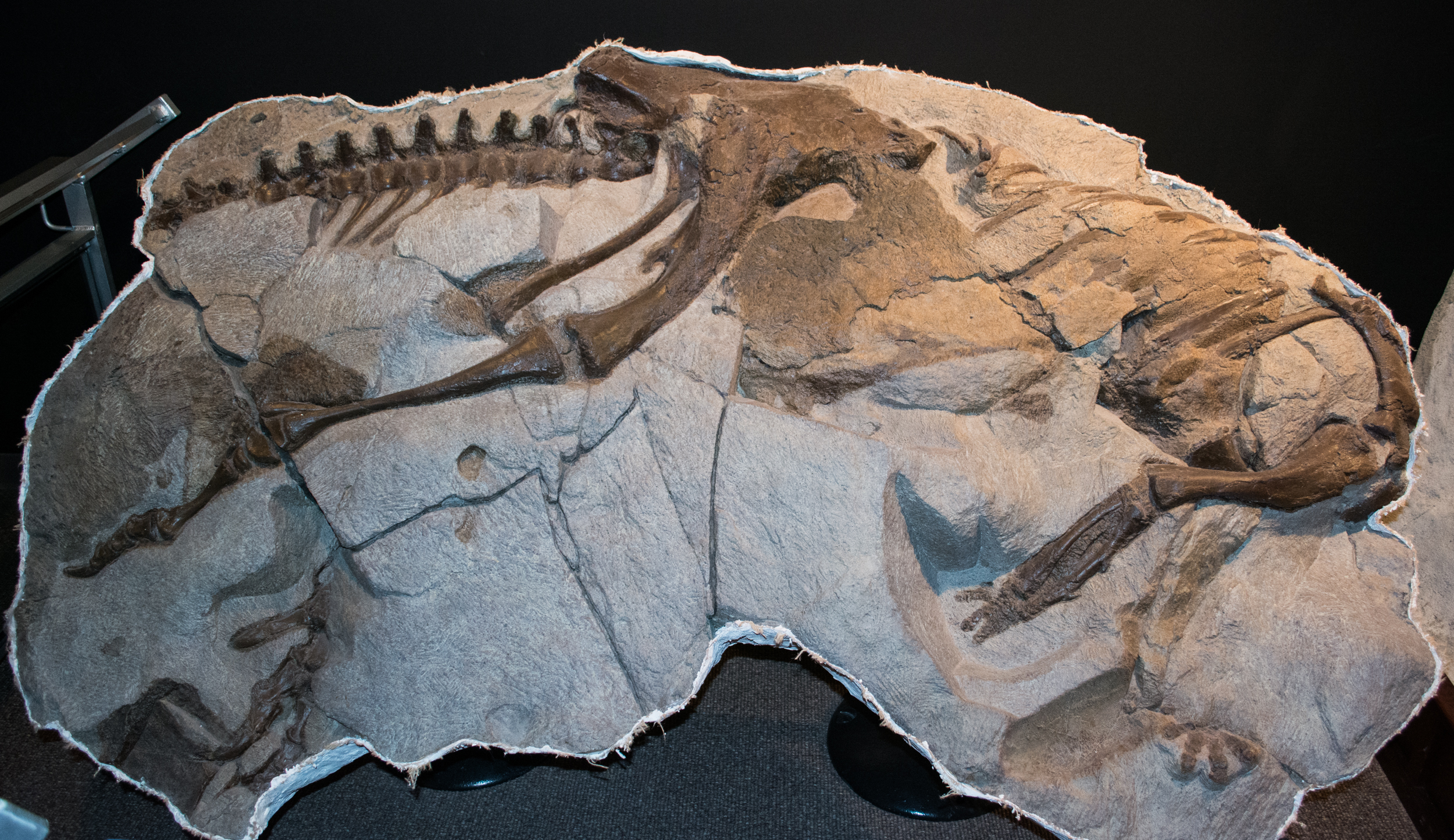
Esemplare di Thescelosaurus con impronte della pelle, esemplare 979 del Museum of the Rockies

Nel 2009, Clint Boyd e colleghi pubblicarono una rivalutazione di Thescelosaurus, Bugenasaura e Parksosaurus, utilizzando del nuovo materiale cranico come punto di partenza. Il loro studio ha rivelato che Parksosaurus era effettivamente distinto da Thescelosaurus e che il cranio di Bugenasaura infernalis era essenzialmente identico ad un cranio trovato in associazione ad uno scheletro postcranico che corrispondeva a Thescelosaurus. Poiché B. infernalis non poteva essere differenziato da Thescelosaurus, considerato il genere Bugenasaura come un sinonimo di Thescelosaurus, la specie come dubbia e l'esemplare SDSM 7210 come un esempio di T. sp. Hanno inoltre scoperto che l'esemplare LACM 33542, sebbene frammentario, era un esemplare di Thescelosaurus e hanno concordato con Morris sul fatto che la struttura della caviglia fosse distinta, riportandola a T. garbanii. Infine, hanno notato che un altro esemplare, RSM P.1225.1, differiva da T. neglectus in alcuni dettagli anatomici e potrebbe rappresentare una nuova specie. Pertanto, Thescelosaurus per Boyd et al. (2009) è rappresentato da almeno due, o forse tre, specie valide: la specie tipo T. neglectus, T. garbanii e una possibile terza specie senza nome. Nel dicembre 2011, l'esemplare RSM P.1225.1 è stato assegnato ad una propria specie, Thescelosaurus assiniboiensis, nominata da Caleb M. Brown, Clint A. Boyd e Anthony P. Russell e nota solo dal suo olotipo, un piccolo scheletro articolato e quasi completo dalla Formazione Frenchman (risalente al tardo Maastrichtiano) del Saskatchewan. Nell'aprile 2022, è stato riferito che un esemplare di Thescelosaurus è stato ritrovato nel sito di Tanis, presumibilmente risalente al giorno esatto dell'estinzione K-Pg, rendendolo il primo fossile di dinosauro non aviario recuperato da questa data.

## Paleobiologia
Thescelosaurus era, probabilmente, un brucatore selettivo di bassa vegetazione, in grado di mantenere il cibo in bocca grazie alle guance carnose durante la masticazione. A causa della sua corporatura robusta e della struttura delle zampe, Thescelosaurus era probabilmente più lento di altri hypsilophodonti. Generalmente, gli animali cursori (adatti alla corsa) possiedono una tibia più lunga del femore, mentre Thescelosaurus aveva l'esatto opposto, indicando che non era in grado di raggiungere alte velocità. Uno degli esemplari ritrovati presentava una patologia ossea, con le ossa lunghe del piede destro fuse nella parte superiore, ostacolando movimenti rapidi. L'esame dei denti di Thescelosaurus ed il confronto con quelli del contemporaneo pachycephalosauro Stegoceras suggeriscono che Thescelosaurus avesse una dieta selettiva, mentre Stegoceras aveva una dieta più variegata, consentendo a entrambi gli animali di condividere lo stesso ambiente senza competere per il cibo.
Gli esami del cranio di Thescelosaurus, in particolare dell'esemplare "Willo" da parte di Button e Zanno et al., pubblicato nel 2023, suggeriscono che il cervello dell'animale fosse piccolo rispetto a quello di altri dinosauri neornitischi, il che suggerisce che le sue capacità cognitive rientrassero nell'intervallo dei rettili moderni. Ulteriori analisi suggeriscono che avesse un udito scarso ma che fosse dotato di un senso dell'olfatto e dell'equilibrio altamente sviluppati. In combinazione con le sue caratteristiche scheletriche post-craniche, come i suoi forti arti anteriori, mani larghe e la sua corporatura robusta, è possibile che Thescelosaurus fosse un animale semi-fossorio, in grado di scavare tane sotterranee, come osservato nei suoi parenti più stretti come Oryctodromeus e Fona. In alternativa, l'analisi potrebbe suggerire tratti filogeneticamente ereditati da antenati scavatori.

### Presunto cuore fossile

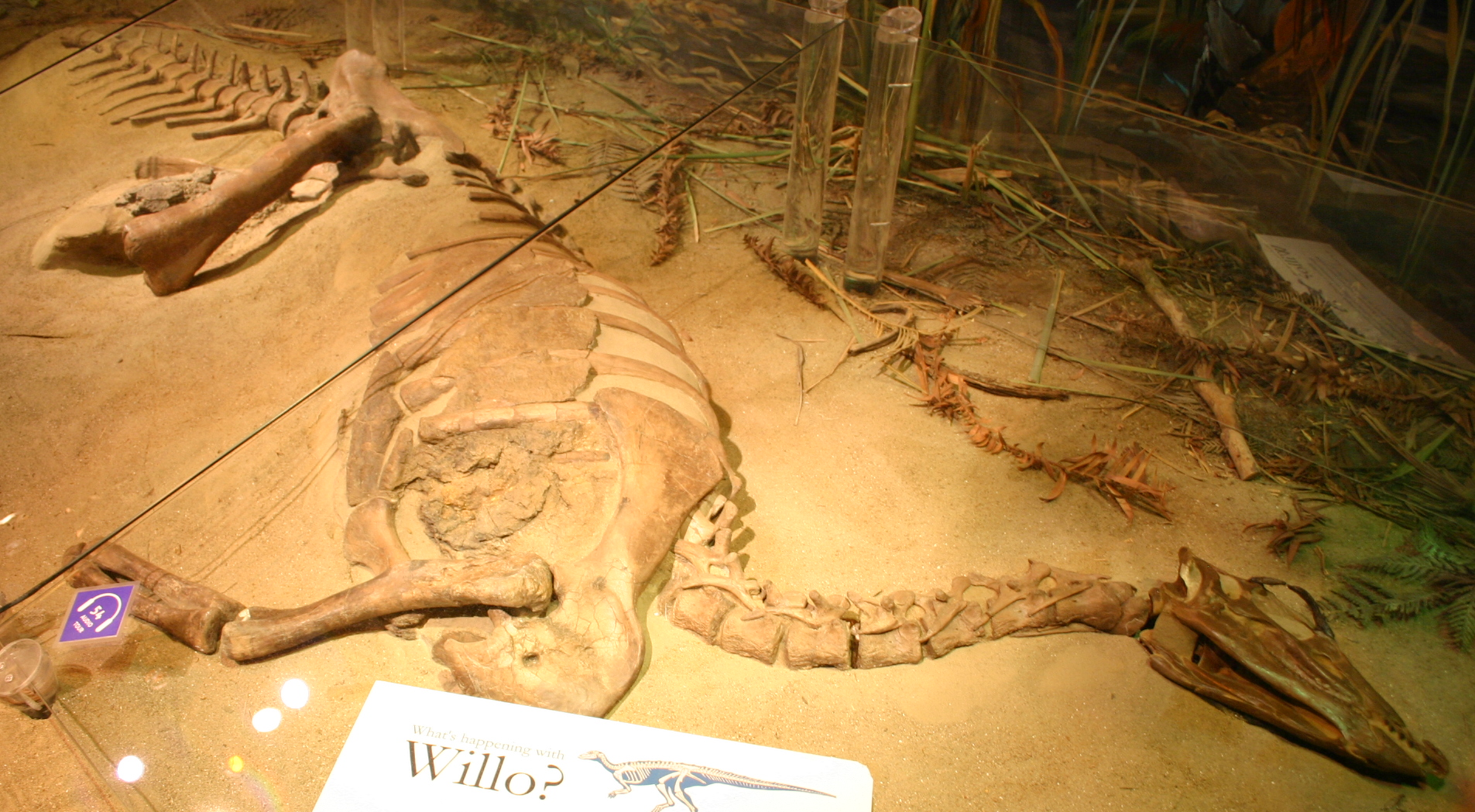
Esemplare "Willo", con il possibile cuore fossile a sinistra della scapola

Nel 2000, uno scheletro di Thescelosaurus (esemplare NCSM 15728) informalmente noto come "Willo", ora esposto al North Carolina Museum of Natural Sciences, venne descritto come comprendente i resti di un cuore a quattro camere e un'aorta. L'esemplare fu originariamente dissotterrato nel 1993 nel Dakota del Sud nordoccidentale. Gli autori avevano trovato il dettaglio interno attraverso immagini di tomografia computerizzata (TC), e suggerirono che il cuore si fosse saponificato (trasformato in cera tombale) in condizioni di sepoltura senza aria, e poi trasformato in goethite, un minerale di ferro, sostituendo il materiale originale. Gli autori hanno interpretato la struttura del cuore come indicazione di un elevato tasso metabolico per l'animale, incoerente con la visione di un animale a sangue freddo.
Tuttavia, le loro conclusioni sono state contestate; subito dopo la descrizione iniziale, altri ricercatori hanno pubblicato un articolo in cui affermavano che il presunto cuore fosse in realtà una concrezione. Come hanno notato, l'anatomia fornita per l'oggetto è errata (ad esempio, l'"aorta" si restringe entrando nel "cuore" e non ha arterie che ne escono), ingloba parzialmente una delle costole e ha una struttura interna di strati concentrici in alcuni punti, inoltre un'altra concrezione è conservata dietro la gamba destra. Gli autori originali hanno difeso la loro posizione; hanno concordato che si trattava di un tipo di concrezione, ma che si fosse formata attorno e aveva parzialmente preservato le porzioni più muscolose del cuore e dell'aorta.

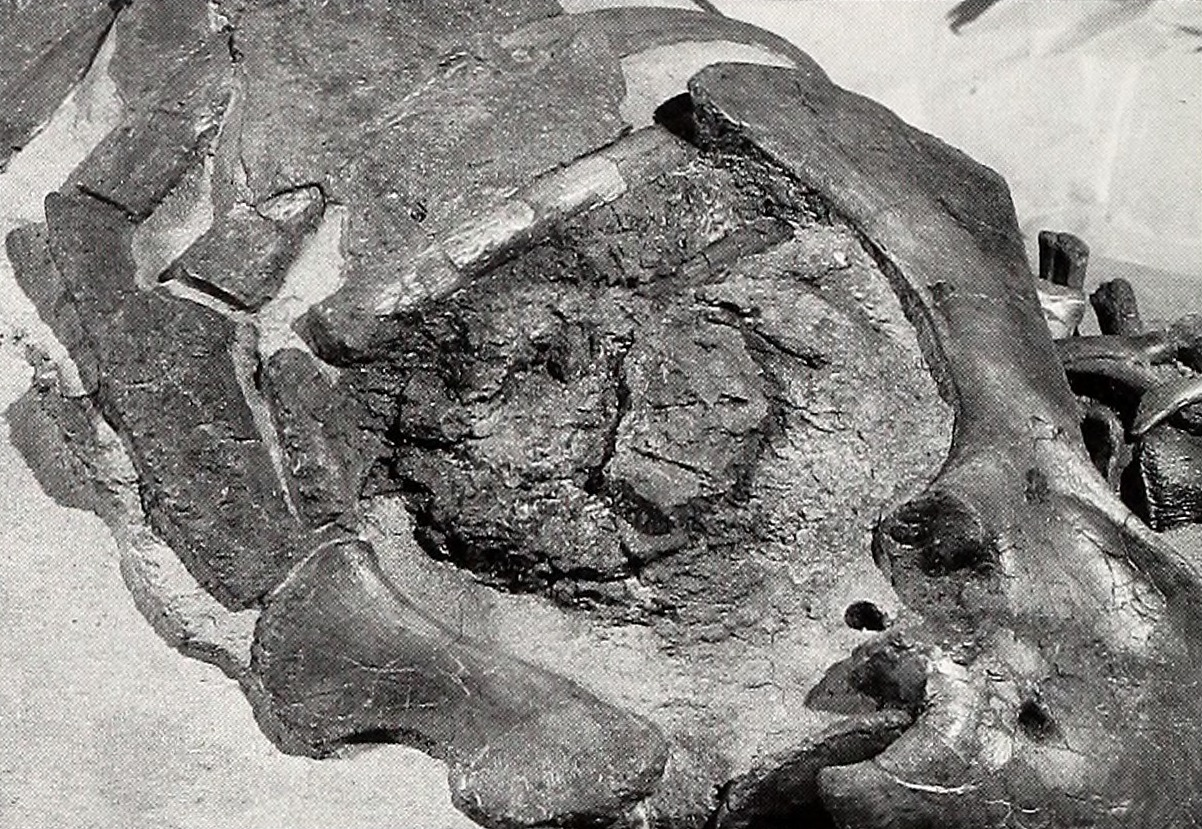
Il presunto "cuore" di "Willo"

Uno studio pubblicato nel 2011 ha applicato più linee di indagine alla questione dell'identità dell'oggetto, tra cui una scansione TC più avanzata, istologia, diffrazione dei raggi X, spettroscopia fotoelettronica a raggi X e microscopia elettronica a scansione. Da questi metodi, gli autori hanno scoperto quanto segue: la struttura interna dell'oggetto non include camere ma è composta da tre aree non collegate di materiale a densità inferiore e non è paragonabile alla struttura del cuore di uno struzzo; le "pareti" sono composte da minerali sedimentari noti per non essere prodotti in sistemi biologici, come goethite, minerali di feldspato, quarzo e gesso, nonché alcuni frammenti di piante; elementi chimici importanti per la vita, come carbonio, azoto e fosforo, erano assenti; le strutture cellulari cardiache erano totalmente assenti. All'interno era conservata una piccola area con strutture cellulari animali. Gli autori hanno dimostrato che i loro dati supportavano l'identificazione della struttura come una concrezione di sabbia proveniente dall'ambiente di sepoltura, e non dal cuore, con la possibilità che aree isolate di tessuti si fossero preservate.
La questione di come questo ritrovamento rifletta il tasso metabolico e l'anatomia interna dei dinosauri è controversa, indipendentemente dall'identità dell'oggetto. Sia i coccodrilli moderni che gli uccelli, i parenti viventi più prossimi dei dinosauri non-aviari, hanno cuori a quattro camere (anche se modificati nei coccodrilli), quindi probabilmente anche i dinosauri non-aviari avevano un organo simile; tuttavia, la struttura non è necessariamente legata al tasso metabolico dell'animale.

## Paleoecologia

### Gamma temporale e geografica

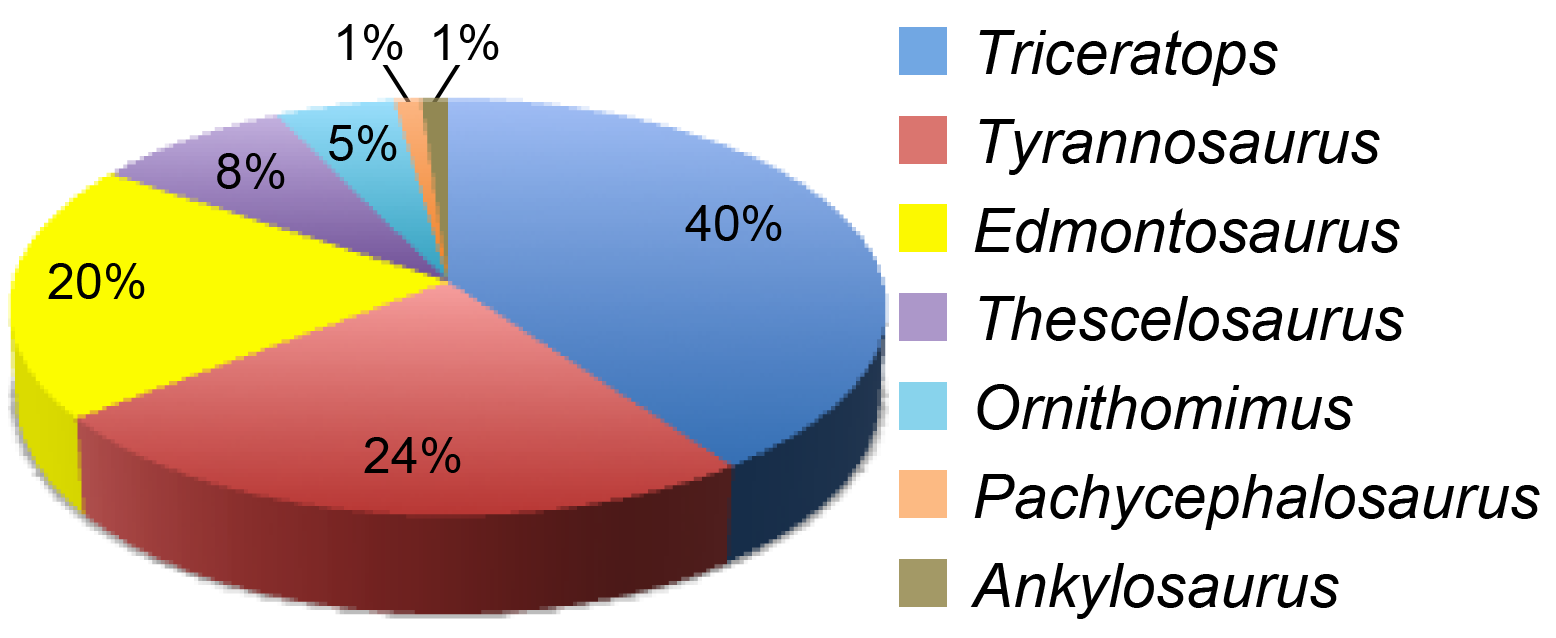
Grafico a torta del censimento medio nel tempo dei dinosauri di grandi dimensioni dell'intera Formazione Hell Creek nell'area di studio

I resti identificati in modo definitivo come appartenenti a Thescelosaurus sono noti solo nelle rocce del tardo Maastrichtiano, dall'Alberta (Formazione Scollard) e dal Saskatchewan (Formazione Frenchman), Canada, e dal Wyoming (Formazione Lance), Dakota del Sud (Formazione Hell Creek), Montana (Hell Creek) e dal Colorado (Formazione Laramie), USA. Thescelosaurus rappresenta uno degli ultimi generi di dinosauri a comparire nel record fossile prima dell'estinzione K-Pg, ed i suoi resti sono stati ritrovati a una distanza di appena 3 metri dall'argilla limite contenente lo strato di iridio che chiude il Cretaceo. La Formazione Laramie è la formazione più antica da cui si conosce Thescelosaurus, e la magnetostratigrafia suggerisce un'età di circa 69-68 milioni di anni fa per la formazione. Possibili denti provenienti da rocce più antiche (Campaniano), in particolare dalla Formazione Dinosaur Park dell'Alberta, estenderebbero la gamma temporale del genere, ma questi esemplari non provengono da Thescelosaurus e appartengono molto più probabilmente ad Orodromeus. Sono noti più esemplari di quelli ufficialmente descritti per questo genere, come l'esemplare di Triebold, che è stato la fonte di numerosi calchi scheletrici per i musei.
Quando Galton rivisitò Thescelosaurus e Bugenasaura nel 1999, descrisse un dente della mandibola, esemplare UCMP 46911, del Giurassico superiore di Weymouth, Inghilterra, come cf. Bugenasaura. Se si trattasse effettivamente di un dente di un animale simile a un thescelosauro, ciò estenderebbe significativamente la gamma stratigrafica del gruppo.

### Habitat

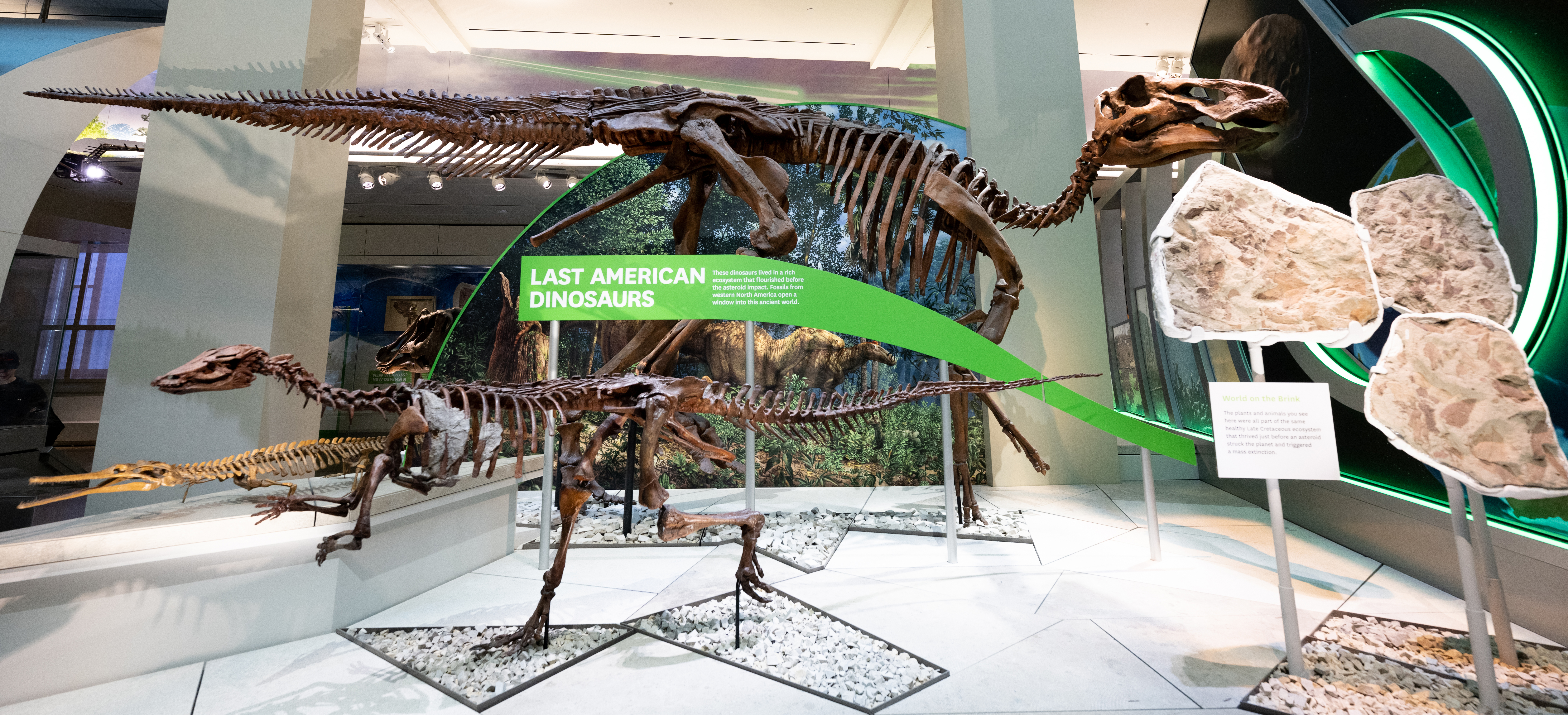
Thescelosaurus e altri animali e piante che coesistettero in Nord America alla fine del Cretaceo, Smithsonian Museum

Ci sono ipotesi contrastanti su quale fosse l'ambiente preferito di Thescelosaurus; due articoli suggeriscono che prediligesse i canali alle pianure alluvionali, mentre un altro suggerisce che prediligesse l'opposto. La possibile preferenza per i canali si basa sulla relativa abbondanza di fossili di Thescelosaurus nelle arenarie, che rappresentano gli ambienti dei canali, rispetto alle argilliti, che rappresentano gli ambienti delle pianure alluvionali. Non sono ancora stati segnalati letti d'ossa o accumuli di più individui. Dale Russell, in un'opera popolare, osservò come Thescelosaurus fosse l'erbivoro di piccole dimensioni più comune nella Formazione Hell Creek dell'area di Fort Peck. Russell descrisse l'ambiente dell'epoca come una pianura alluvionale piatta, con un clima subtropicale relativamente secco che supportava una varietà di piante che andavano dagli alberi di angiosperme, al cipresso calvo, alle felci e ai ginkgo. Sebbene la maggior parte degli scheletri di dinosauri di questa zona siano incompleti, forse a causa del basso potenziale di conservazione delle foreste, gli scheletri di Thescelosaurus sono molto più completi, il che suggerisce che questo genere frequentasse i canali dei corsi d'acqua. Quindi, quando un Thescelosaurus moriva, potrebbe essere stato in un fiume o nelle sue vicinanze, rendendolo più facile da seppellire e conservare per una successiva fossilizzazione. In questa ricostruzione, Russell lo paragonò provvisoriamente a capibara e tapiri.
Altri dinosauri coevi di Thescelosaurus che vissero negli stessi luoghi includono i ceratopsidi Triceratops, Torosaurus e Leptoceratops, l'hadrosauride Edmontosaurus, gli ankylosauri Ankylosaurus e Denversaurus, i pachycephalosauri Pachycephalosaurus, Platytholus e Sphaerotholus, e i teropodi Ornithomimus, Anzu, Eoneophron, Troodon, Acheroraptor e Tyrannosaurus. Thescelosaurus era anche abbondante nella Formazione Lance. Le ossa delle dita dei piedi di questo genere sono i reperti più comuni dopo i fossili di Triceratops ed Edmontosaurus, e potrebbe essere stato il dinosauro più comune dell'area, se la Formazione Lance avesse avuto un pregiudizio di conservazione contro i piccoli animali.